# Batman und das Phantom
Batman und das Phantom (engl. Batman: Mask of the Phantasm) ist ein Zeichentrickfilm aus dem Jahr 1993 und basiert auf der gleichnamigen Comicfigur Batman, geschaffen von Bob Kane und Bill Finger. In Deutschland wurde der Film ab dem 5. Mai 1994 auf VHS vermarktet.

## Handlung
In Gotham City geht ein neuer Verbrecherjäger um, das Phantom. Im Gegensatz zu Batman jedoch tötet die geheimnisvolle, immer von einem schaurigen Nebel umgebene Gestalt ihre Beute.
Das erste Opfer des Phantoms ist der Gangsterboss Chuckie Sol. Von der Presse aber wird Batman für den Mord verantwortlich gemacht und der selbstgefällige Stadtrat Arthur Reeves sieht in den reißerischen Schlagzeilen eine Möglichkeit ein Wahlprogramm zu starten, das ihn bis zum Bürgermeisteramt führen soll. Also startet er eine regelrechte Hetzjagd auf den dunklen Ritter. Commissioner Gordon, der an die Unschuld Batmans glaubt, will damit nichts zu tun haben. Zur gleichen Zeit kommt Andrea Beaumont, die große Jugendliebe von Bruce Wayne zurück nach Gotham. Die beiden wollten vor Jahren sogar heiraten, Andrea aber musste mit ihrem Vater außer Landes fliehen, da dieser in irgendwelche dubiosen Geschäfte verwickelt war.
Der zweite Verbrecherkönig, der sein Leben an das mysteriöse Phantom verliert, ist Buzz Bronski. Sal Valestra, ebenfalls ein Gigant der Gothamer Unterwelt gerät allmählich in Panik, da er in diesen Morden einen roten Faden erkennt, der sich bis zu ihm zieht. Er kontaktiert Reeves und verlangt schärfere Maßnahmen bei der Verfolgung Batmans. Offenbar haben der alternde Gangster und der aufstrebende Stadtrat eine gemeinsame Vergangenheit.
In der Zwischenzeit gerät Batman in immer ärgere Bedrängnis. Ein Sondereinsatzkommando der Polizei stellt ihn und bringt ihn beinahe um, aber Andrea, die anscheinend von seiner Doppelidentität weiß, rettet ihn in letzter Sekunde. In Wayne Manor kommen die beiden einander wieder sehr nahe und verbringen die Nacht zusammen.

Währenddessen nimmt Valestra Kontakt zu seinem ehemaligen Leibwächter auf. Dem Mann, der in der Verbrecherwelt inzwischen nur noch als Joker bekannt ist. Dieser versteckt sich nun auf dem Gelände der ehemaligen Weltausstellung. Valestra bietet ihm ein Honorar in Millionenhöhe, wenn er sich bereit erklärt, Batman auszuschalten. Der Joker kommt auf den Geschmack, hat allerdings andere Pläne. Er bringt Valestra um und deponiert die Leiche mit einer Videokamera und einer Sprengladung in seinem Penthouse-Apartment. In derselben Nacht erscheint das Phantom um Valestra zu töten, kann jedoch der Falle im letzten Moment entgehen.
Als Batman sich ein altes Foto ansieht, das Beaumont mit den Gangstern zeigt, erkennt er in Valestras Leibwächter den Joker.
Der Clownprinz des Verbrechens seinerseits stattet Reeves einen Besuch ab und will herausfinden, ob dieser irgendwie mit dem Phantom in Verbindung steht und vergiftet ihn mit seinem „Joker-Gas“. Nur mit Mühe kann Batman spät nachts im Krankenhaus Informationen aus Reeves herausbekommen. Reeves war damals noch Angestellter von Carl Beaumont, Andreas Vater, und steckte in seinem ersten Wahlkampf. Er ging dabei pleite und bat seinen Chef um finanzielle Unterstützung. Als dieser ablehnte, verriet er ihn an die Gangster. Nun ergeben jedoch viele Ereignisse der letzten Tage einen schrecklichen Sinn, die auch mit Bruces eigener Vergangenheit zusammenhängen.
Damals wollten er und Andrea heiraten. Sie musste jedoch mit ihrem Vater die Stadt verlassen, als dieser sich auf Finanzgeschäfte mit einem Verbrechersyndikat, bestehend aus Valestra, Sol und Bronski, eingelassen hatte. Er war mit seiner Tochter in Europa untergetaucht und machte aus dem Geld, das er veruntreut hatte, ein Vermögen. Als er genug Vermögen zusammen hatte, um die Schulden zurückzuzahlen, wie er dachte, musste er herausfinden, dass die Verbrecher inzwischen mehr auf Blut als auf Geld aus waren.
Zunächst verdächtigt Batman nun Andreas Vater das Phantom zu sein. Als er jedoch herausfindet, dass der Joker, damals noch Leibwächter und Auftragskiller von Sal Valestra, ihn schon vor Jahren ermordet hat, ergibt sich ein völlig neues Bild. Er hatte im Auftrag des Syndikats Andreas Vater ermordet und sie nimmt nun, in der Maske des Phantoms, blutige Rache.
Nach einem finalen Kampf auf dem Gelände der ehemaligen Weltausstellung, kann Andrea den Joker stellen, Batman appelliert an sie, nicht genauso schlimm zu werden wie er, sie jedoch meint, es sei zu spät und verschwindet zusammen mit dem Joker in einer künstlichen Nebelwolke.
Zuhause, in der Bathöhle macht Bruce sich schwere Vorwürfe, dass er die Zusammenhänge nicht früher erkannt hat. Alfred, sein treuer Butler, versucht ihn zu trösten, indem er ihm klarmacht, dass Bruce, aufgrund seines eigenen Wunsches nach Vergeltung auf demselben Pfad wandelt wie Andrea, er aber im Gegensatz zu ihr nicht gestrauchelt ist.

## Produktion
Batman und das Phantom war ursprünglich als Episodenspecial der Batman-Zeichentrickserie vorgesehen und sollte das große Finale der Serie darstellen. Im letzten Moment entschieden die Produzenten jedoch aus dem Material einen Kinofilm anstelle einer Direct-to-Video-Produktion zu machen, was bedeutete, dass den Mitarbeitern wegen des gestrafften Zeitplanes weniger als ein Jahr für die Realisierung blieb.
Das dreidimensionale, am Computer generierte Gotham City in der Anfangssequenz war ursprünglich bereits für die Serie vorgesehen. Es war ursprünglich geplant, dreidimensionale Sets zu kreieren, die die handgezeichneten Hintergründe ersetzen sollten. Dies wurde aber aus Zeit- und Kostengründen niemals umgesetzt. Das Versteck des Jokers, das Gelände der ehemaligen Gotham City Weltausstellung, wurde nach dem Vorbild der Weltausstellung 1939 in New York gestaltet.
Der Song „I Never Even Told You“ im Abspann des Films ist eine Gesangsperformance der Schauspielerin Tia Carrere.

## Kritiken
- Lexikon des internationalen Films: „Der "Saubermann" im Fledermaus-Kostüm muß sich mit einem Doppelgänger auseinandersetzen, der in Gotham City zwar auch Verbrecher jagt, seine Opfer jedoch tötet. Zu allem Überfluß mischt sich auch noch Batmans alter Feind, der "Joker", in den Kampf ein. Die Enttarnung des Übeltäters bringt eine herbe Enttäuschung. Zeichentrickfilm, der sich stilistisch an Bob Kanes Originalen aus den 40er Jahren orientiert; ein nostalgisches Vergnügen für Comic-Fans, das zeitweise durch eine etwas ungeschickte Erzählstruktur gemindert wird.“

## Auszeichnungen & Nominierungen
- Nominiert für den Annie Award 1994 in der Kategorie bester Animationsfilm.

## Adaptionen
In dem Comic Batman: Shadow of the Phantasm, der die Handlung des Films fortsetzt, sind Batman und Andrea/Phantom auf der Jagd nach dem verrückt gewordenen Arthur Reeves. Weiterhin werden im Comic offene Fragen beantwortet, wie etwa, dass der Joker Andreas Rache überlebte.